# Victor von Taube

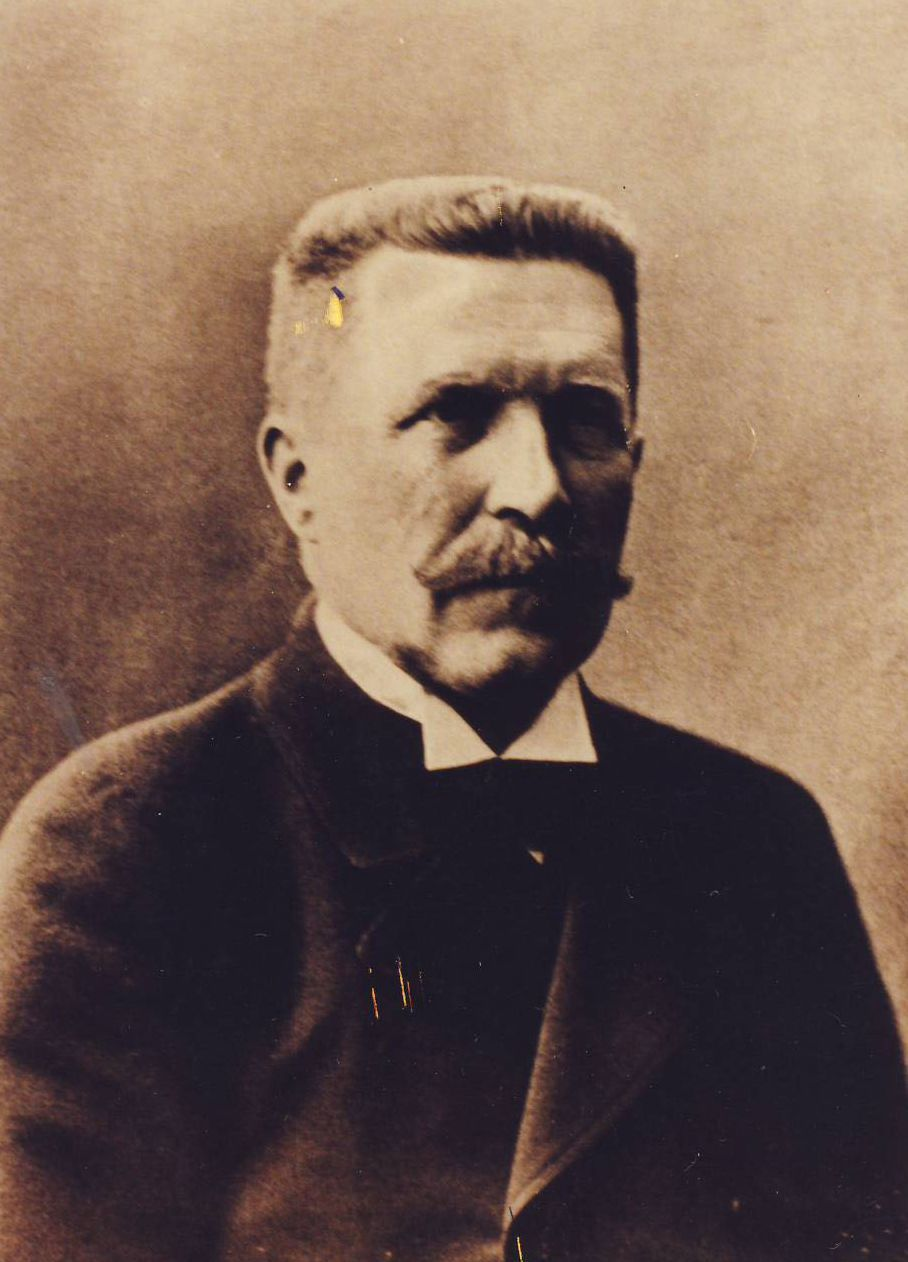
Victor Carl Gustaf von Taube

Victor Carl Gustaf Freiherr Taube von Carlö (* 24. August 1854 in Laupa, Gouvernement Estland; † 24. September 1914 in Kabbal, Gouvernement Livland) war ein deutschbaltischer Gutsbesitzer, Unternehmer und Friedensrichter. Er stammte aus dem baltischen Adelsgeschlecht von Taube (Haus Maidel-Carlö).

## Leben
Victor von Taube besuchte zunächst die Ritter- und Domschule zu Reval und studierte anschließend an der Technischen Hochschule Dresden. Von 1874 bis 1878 setzte er sein Studium am Polytechnikum in Riga, der heutigen Technischen Universität Riga, fort. 1875 gehörte er zu den Stiftern des Corps Rubonia. Er wurde durch Erbschaften Besitzer von Gütern in Laupa, Odenkat, Kabbal und Ollepa. Das Amt eines Kirchspielrichters bekleidete er von 1884 bis 1889. Danach wurde er 1899 Friedensrichter des Pernau-Felliner Kreises im Gouvernement Livland und Kirchenvorsteher von Pillistfer. Er war der Initiator des Baus einer Eisenbahnlinie von Reval nach Fellin und gründete die Estländische Papier & Pappfabrik Turgel. 1908 erhielt er das livländische Indigenat.

## Familie und Nachkommen
Seine Eltern waren Otto Frommhold Taube von Carlö (1817–1881) und Luise Annette von Dellingshausen (* 1833). Sein Vater war ein russischer Stabskapitän und Hakenrichter in Estland. Victor von taube heiratete 1884 Sophie Charlotte Elise von Vietinghoff-Scheel aus dem Hause Kabbal (1863–1926). Ihr Sohn Gustaf Rikard Otto (1885–1886) verstarb im ersten Lebensjahr.